# A Imitação de Cristo
A Imitação de Cristo é uma obra da literatura devocional, de Tomás de Kempis, publicada no século XV. Seu texto é um auxiliar à oração e às práticas devocionais pessoais. Alguns o consideram um dos maiores tratados de moral cristã. A obra é atribuída ao padre alemão Tomás de Kempis, já que dos 66 manuscritos 60 trazem a assinatura de Tomás de Kempis, na mais respeitada cópia, conhecida como Kempense, escrita em 1441 [carece de fontes?].
Foi lida por Santo Inácio de Loyola no tempo em que esteve em uma gruta em Manresa, e o ajudou a conceber os Exercícios Espirituais Inacianos. Também foi lida pela própria Santa Teresinha do Menino Jesus, quando ela tinha os seus 13 anos de idade.